# Santiago Airport (flygplats i Brasilien)
Santiago Airport är en flygplats i Brasilien.   Den ligger i kommunen Santiago och delstaten Rio Grande do Sul, i den södra delen av landet, 1 700 km söder om huvudstaden Brasília. Santiago Airport ligger 441 meter över havet.
Terrängen runt Santiago Airport är huvudsakligen platt, men söderut är den kuperad. Santiago Airport ligger uppe på en höjd. Närmaste större samhälle är Santiago, 3,7 km nordväst om Santiago Airport.
Trakten runt Santiago Airport består i huvudsak av gräsmarker. Runt Santiago Airport är det glesbefolkat, med 16 invånare per kvadratkilometer.